# Masters Of Chant (álbum de Gregorian)
Masters of Chant, lanzado en 1999, es el primer álbum de la segunda época de Gregorian y el segundo de su cronología general. Con él se inicia la serie de álbumes Masters of Chant. 
En 2008, Barnes & Noble y Curb Records lanzaron un álbum recopilatorio gregoriano con el nombre de Masters of Chant, que contenía pistas de varios álbumes de la misma serie homónima.

## Lista de canciones
| N.º | Título                     | Duración |  |
| 1.  | «Brothers In Arms»         | 4:03     |  |
| 2.  | «Scarborough Fair»         | 3:45     |  |
| 3.  | «Tears In Heaven»          | 3:32     |  |
| 4.  | «Still I'm Sad»            | 3:07     |  |
| 5.  | «When A Man Loves A Woman» | 5:31     |  |
| 6.  | «Nothing Else Matters»     | 2:52     |  |
| 7.  | «Fade To Grey»             | 3:21     |  |
| 8.  | «Losing My Religion»       | 3:15     |  |
| 9.  | «Vienna»                   | 4:28     |  |
| 10. | «The Sounds Of Silence»    | 3:29     |  |
| 11. | «Sebastian»                | 3:40     |  |
| 12. | «Don't Give Up»            | 3:15     |  |

| Reedición del 2000 |                                            |          |  |
| N.º                | Título                                     | Duración |  |
| 13.                | «Save a Prayer»                            | 2:57     |  |
| 14.                | «Still Haven't Found What I'm Looking For» | 2:57     |  |

| Temas adicionales de una edición limitada posterior |               |          |  |
| N.º                                                 | Título        | Duración |  |
| 15.                                                 | «Make Us One» |          |  |
| 16.                                                 | «Breathe»     |          |  |